# Vidua regia
La vedova reale, conosciuta anche come vedova regia o vedova regina (Vidua regia (Linnaeus, 1766), è un uccello passeriforme della famiglia Viduidae.

## Etimologia
Il nome scientifico della specie, regia, è un chiaro riferimento al piumaggio dei maschi in amore: il suo nome comune altro non è che una traduzione di quello scientifico.

## Descrizione

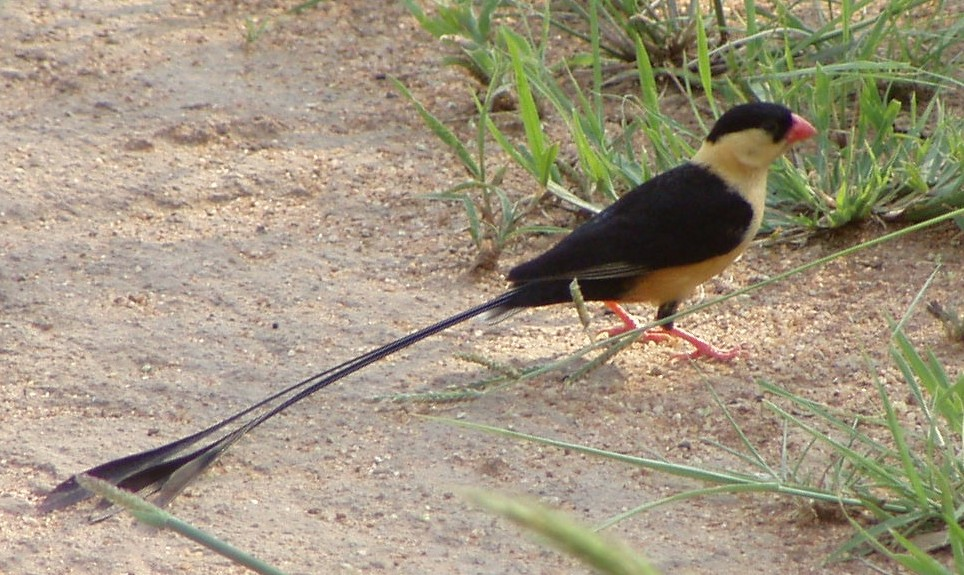
Maschio al suolo mette in evidenza le lunghe penne caudali.

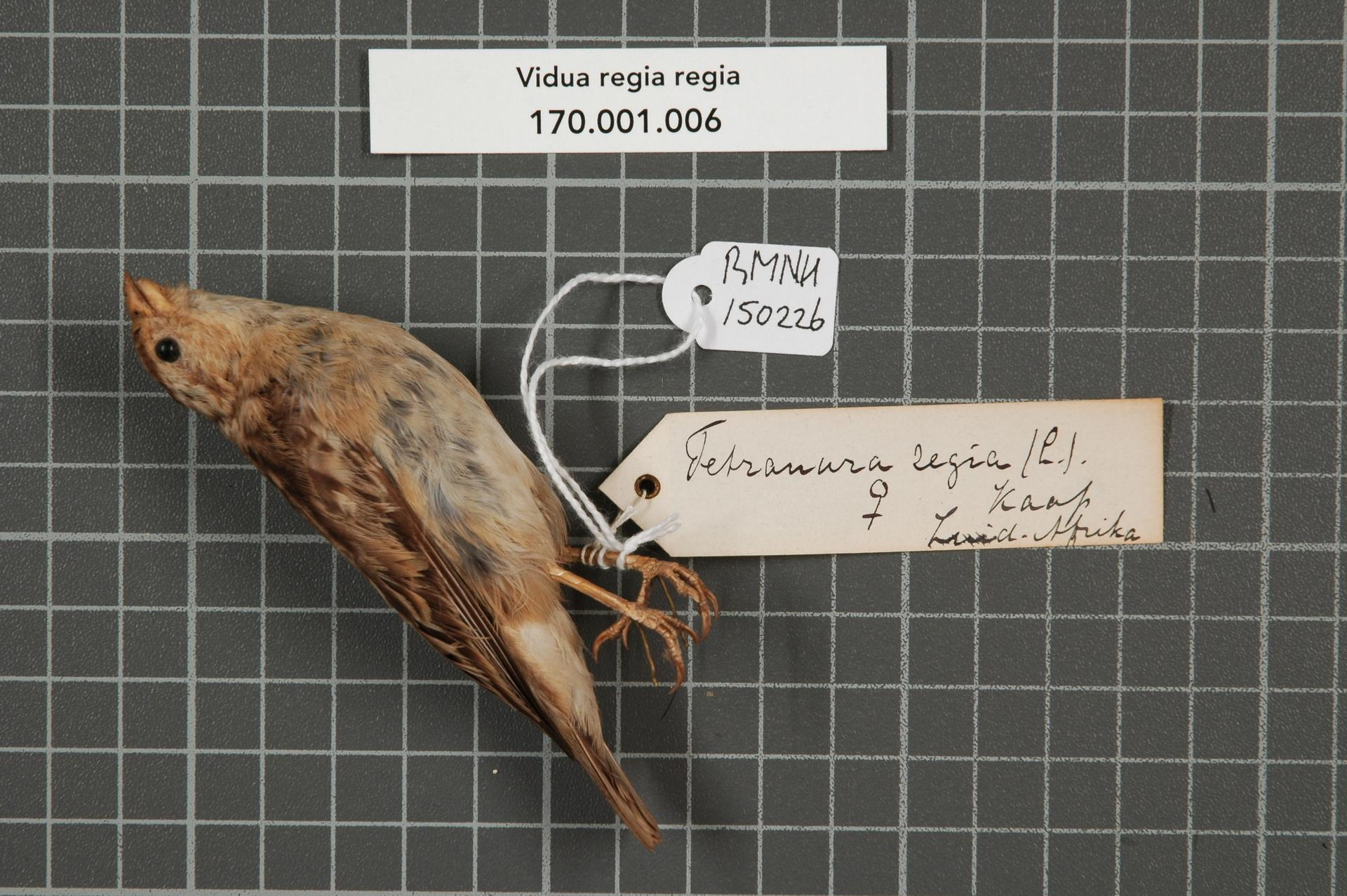
Femmina impagliata.

### Dimensioni
Misura 10–11 cm di lunghezza, per 12-17 g di peso: i maschi in amore, grazie alle penne caudali, raggiungono i 27–30 cm di lunghezza.

### Aspetto
Si tratta di uccelli dall'aspetto robusto ma slanciato, muniti di testa arrotondata, becco conico tozzo e forte, ali appuntite e coda dalla punta squadrata.
Il piumaggio presenta dicromatismo sessuale durante il periodo degli amori, mentre durante il resto dell'anno i due sessi sono quasi identici.

Nei maschi fronte, calotta e nuca sono di colore nero, così come dello stesso colore sono dorso, ali, coda e sottocoda: le quattro rettrici caudali, dopo la muta che porta alla livrea nuziale, si presentano lunghe il doppio del corpo, rigide e sottili, salvo la parte distale che è allargata. Gola, guance, collo e petto sono di colore beige, mentre ventre e fianchi assumono sfumature aranciate.

Nelle femmine e nei maschi in eclisse la livrea è molto meno appariscente e finalizzata al mimetismo: testa, scapole ed area dorsale sono di colore bruno, più scuro su ali e coda e con screziature più scure sulle singole penne, mentre gola, petto e area ventrale si presentano di color grigio-biancastro, con sfumature color crema su fianchi e sottocoda.
In ambedue i sessi gli occhi sono di colore bruno e le zampe sono di colore carnicino-rosato: il becco è di colore rosa-arancio nelle femmine e rosso nei maschi, colore che tende a divenire più vivido durante il periodo degli amori.

## Biologia

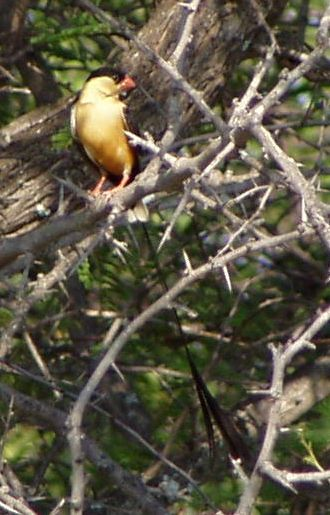
Maschio nella provincia del Limpopo.

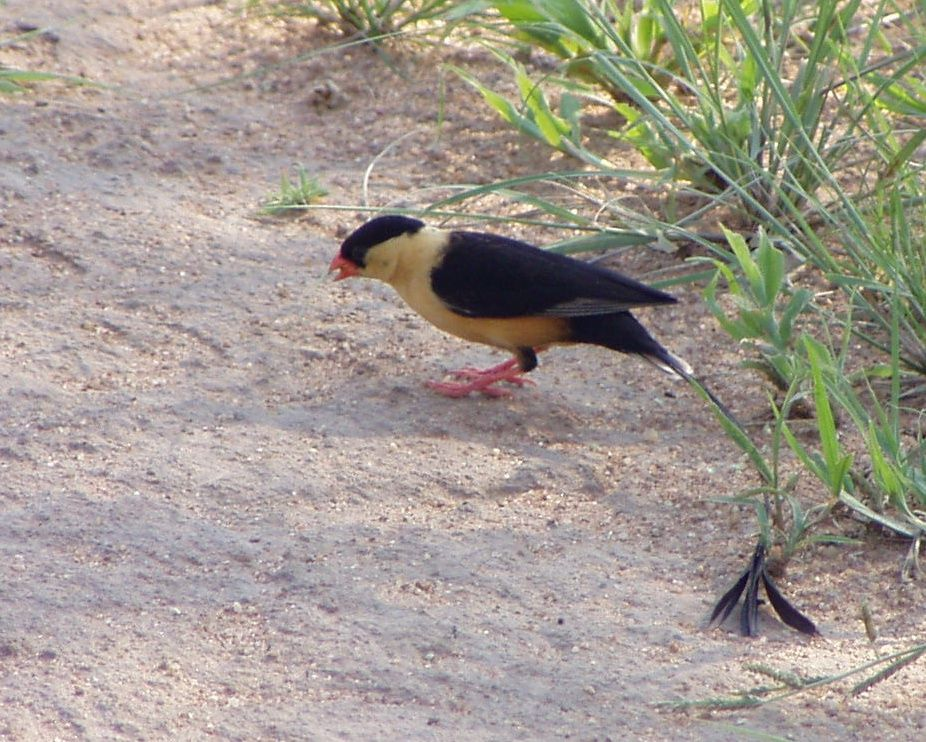
Maschio si alimenta al suolo in Sudafrica.

Questi uccelli, all'infuori del periodo riproduttivo (quando i maschi divengono molto territoriali e aggressivi nei confronti di conspecifici dello stesso sesso), mostrano abitudini gregarie, riunendosi in stormi misti anche di consistenti dimensioni assieme a varie specie di estrildidi e ploceidi, coi quali si spostano alla ricerca di cibo e acqua durante il giorno, salvo poi fare ritorno per la notte in posatoi al riparo fra la vegetazione.

### Alimentazione
Si tratta di uccelli granivori, la cui dieta si compone in massima parte di semi di piante erbacee, che vengono rinvenuti al suolo: sporadicamente, questi animali si nutrono inoltre anche di insetti ed altri piccoli invertebrati.

### Riproduzione

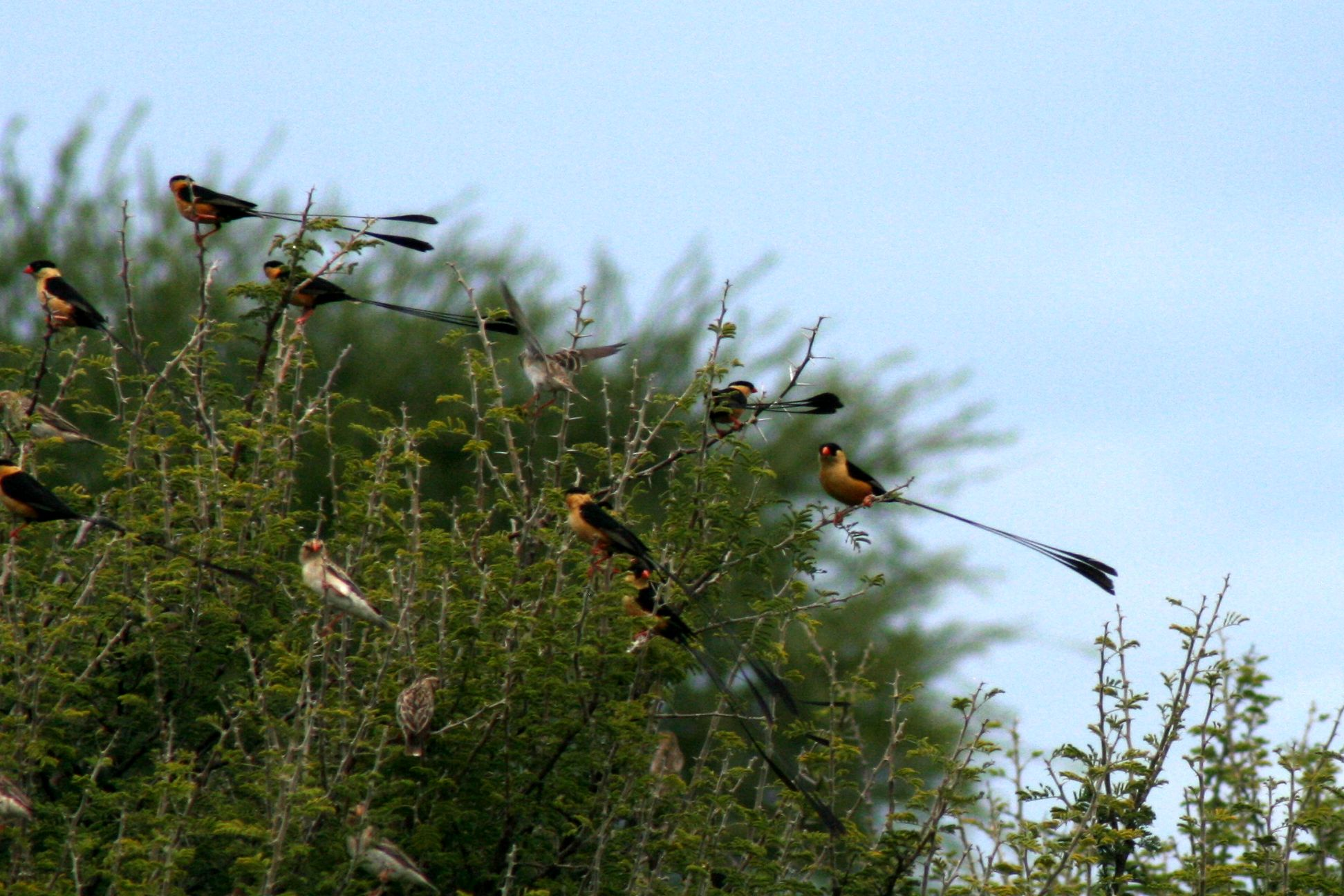
Lek in Botswana.

La stagione riproduttiva va da dicembre ad aprile: i maschi, durante il periodo degli amori, esibiscono una livrea nuziale e divengono molto territoriali, competendo tenacemente fra loro in gare di canto e voli rituali per conquistare il maggior numero possibile di femmine.
Questi uccelli mostrano parassitismo di cova nei confronti del granatino: le femmine depongono 1-4 uova all'interno dei nidi di questi uccelli (talvolta nutrendosi di un numero di uova della specie parassitata pari al numero di uova deposte, di fatto rimpiazzandole con le proprie), per poi allontanarsi e disinteressarsene del tutto. I pulli, che schiudono dopo circa due settimane, presentano disegni golari e caruncole ai lati del becco estremamente simili a quelli dei loro fratellastri, coi quali convivono all'interno del nido condividendo i vari step del ciclo vitale, involandosi attorno alle tre settimane di vita e rendendosi virtualmente indipendenti dai propri genitori adottivi qualche giorno più tardi.

## Distribuzione e habitat

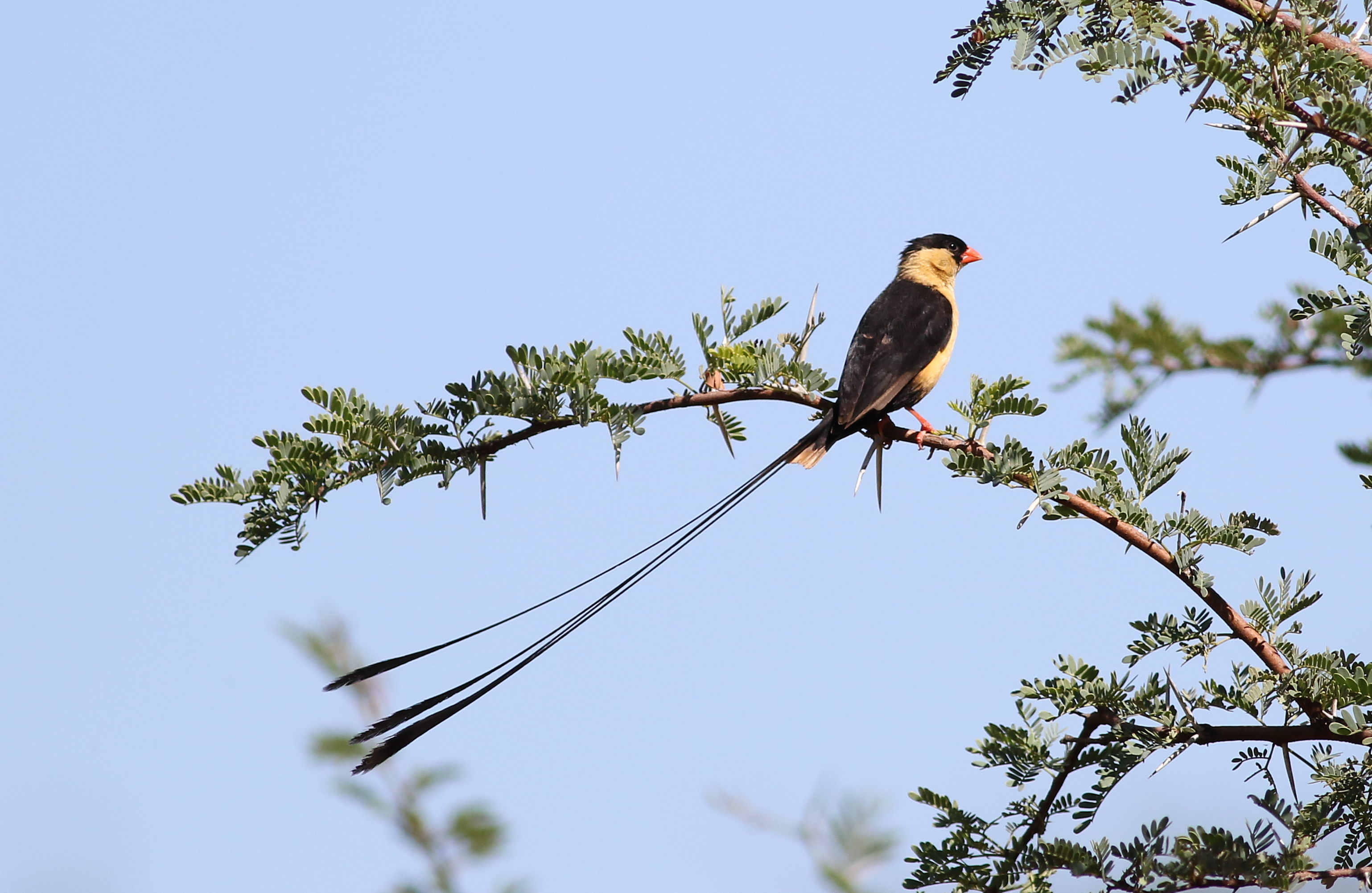
Maschio nella provincia del Nordovest.

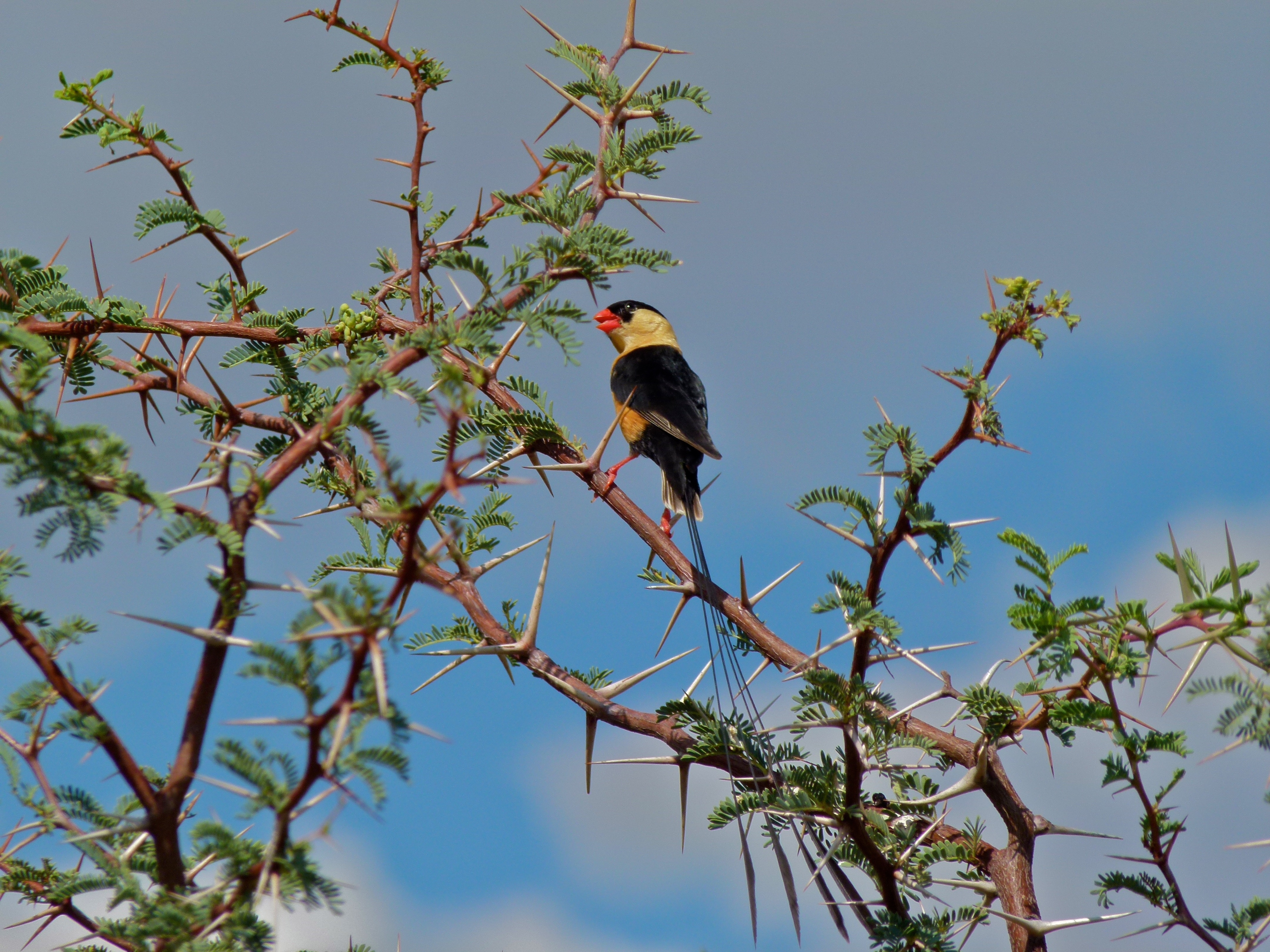
Maschio canta nel Parco transfrontaliero Kgalagadi.

La vedova reale è diffusa in buona parte dell'Africa australe, occupando un areale che comprende Angola meridionale, Namibia settentrionale e orientale, Zambia meridionale, Botswana, Zimbabwe, Mozambico centro-meridionale e Sudafrica settentrionale (zona fra provincia del Limpopo, nord di Mpumalanga e Capo settentrionale, Free State occidentale).
L'habitat di questa specie è rappresentato dalla savana semiarida con presenza sparsa di alberi isolati (soprattutto piante d'acacia).

## Tassonomia
La vedova reale e la vedova di Fischer sembrano essere generalmente molto affini, al punto di formare secondo alcuni una superspecie e da dover essere più correttamente ascritte a un genere a sé stante, Tetraenura.
Sebbene la specie venga generalmente considerata monotipica, alcuni autori riconoscerebbero nelle popolazioni del sud del Mozambico una sottospecie a sé stante, V. r. woltersi.